# San Felices de los Gallegos
San Felices de los Gallegos est une commune de la province de Salamanque dans la communauté autonome de Castille-et-León en Espagne.

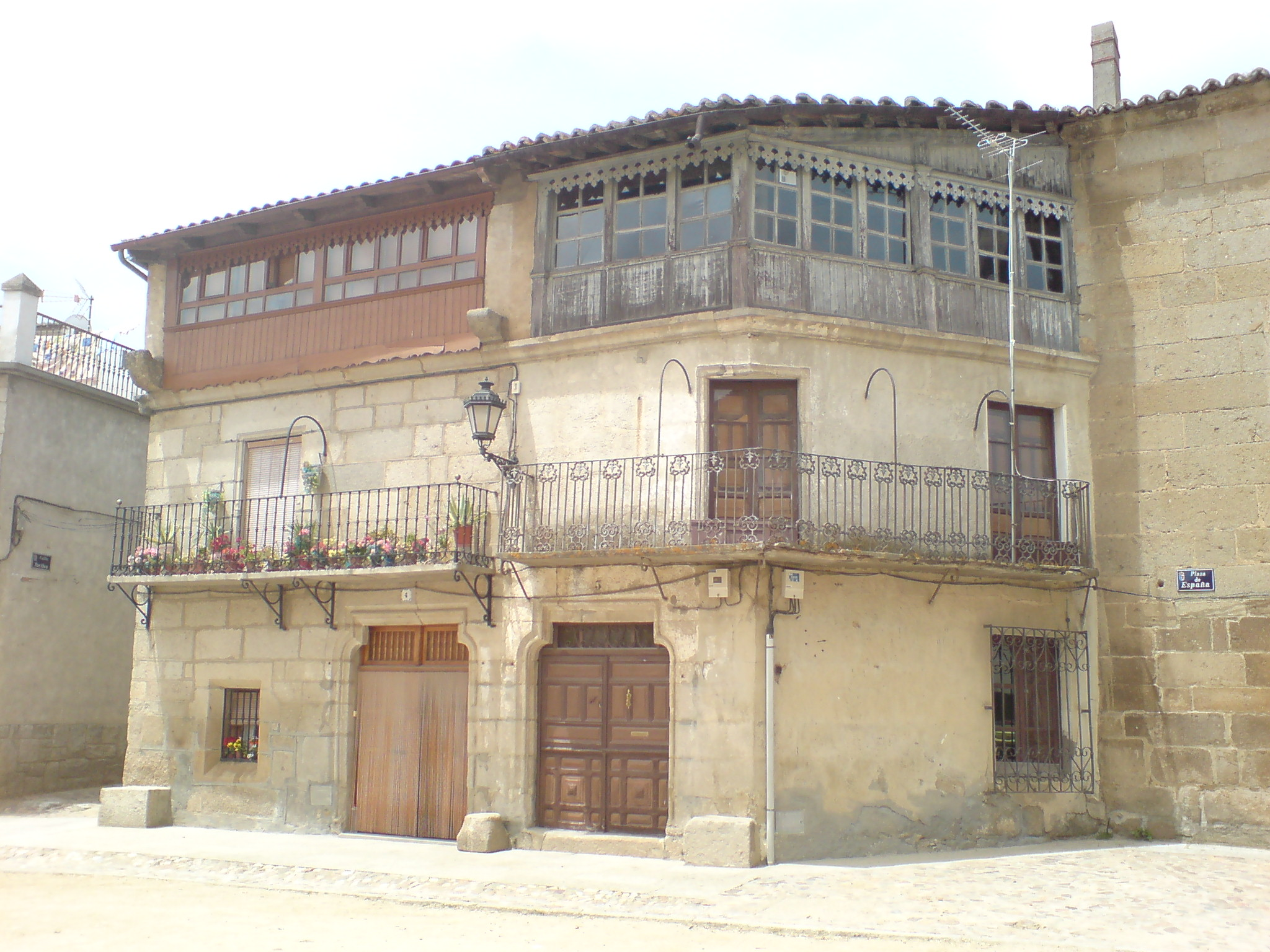
Architecture traditionnelle de San Felices de los Gallegos.

## Histoire
En 1296, le roi Denis Ier de Portugal ordonne la construction du château de San Felices de los Gallegos. Une fois que ses troupes occupent la ville, son annexion par le Portugal est confirmée en 1297 au Traité d'Alcañices . Cet accord signifie également la perte définitive par le Royaume de León de la zone de Ribacoa, ce qui devient décisif plus tard pour San Felices, qui marque la frontière pour cette raison.
En 1312 a lieu un litige entre Denis Ier de Portugal et Ferdinand IV de Castille pour la possession des villes de San Felices, Olivence, Campo Maior, ainsi que celles de la zone de Ribacoa. Malgré la médiation de Jacques II d'Aragon, le différend n'est résolu qu'en 1326, lorsque San Felices est réintégré dans le territoire castillan comme dot de la nouvelle reine lors des fiançailles entre Alphonse XI de Castille et Marie de Portugal , mariage célébré à Alfaiates en septembre 1328.
Après la mort de Pierre Ier de Castille, en 1369, un nouveau conflit éclate entre Henri II de Trastámara et Ferdinand Ier de Portugal, qui traverse la frontière et prend la ville de San Felices dans le cadre de ses prétentions sur le trône castillan . En 1370, un accord est conclu entre les deux monarques avec un arrangement de mariage entre la demi-sœur de Ferdinand, appelée Béatrice de Portugal, et le frère d'Henri dont le nom est Sanche de Castille, comte d'Alburquerque, et qui devient par la suite le premier seigneur de San Felices de los Gallegos de sa lignée.
La paix ne dure que quelques années, puisqu'à cause de la Guerre de Succession de Castille, la ville est reprise par les troupes portugaises qui soutiennent le camp de Jeanne de Castille .

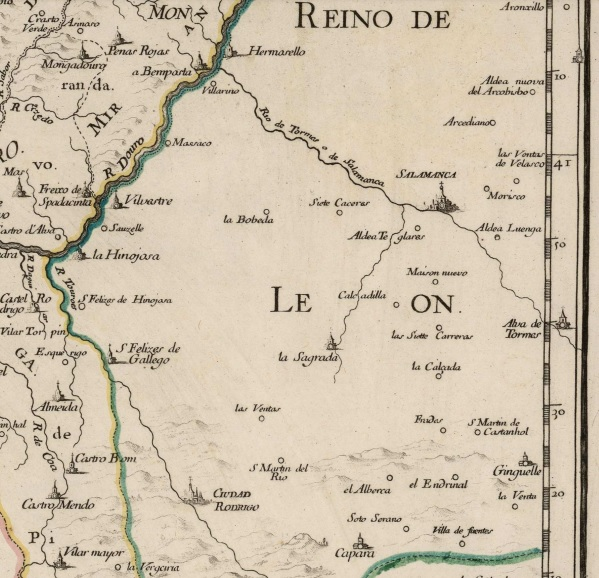
Carte de l'année 1666 sur laquelle apparaît San Felices de los Gallegos

La Guerre de Restauration Portugaise, qui éclate en 1640, a des conséquences importantes pour la région, avec près de trois décennies de pillages et d'escarmouches dans les environs de la ville de San Felices, comme celle de 1646, qui détruit le pont sur la rivière Águeda . Cette situation conflictuelle prend fin en 1668, une fois l'indépendance du Portugal reconnue par les Habsbourg d'Espagne et cette guerre terminée .
Cependant, trois décennies plus tard, la guerre revient à San Felices avec l'arrivée de Philippe V d'Espagne sur le trône en 1700, ce qui conduit à la Guerre de Succession d'Espagne . Les armées alliées entrent en Espagne depuis le Portugal . Malgré les mouvements de troupes, la ville protégée par l'orographie ne subi pas d'incursions directes du Portugal, comme cela se produit dans les terres autour de la rivière Águeda et Ciudad Rodrigo, qui tombe en 1706 et avec elle San Felices, jusqu'à sa récupération en 1707 à la suite de la bataille d'Almansa, après 17 mois d'occupation portugaise.

### Articles liés
- Liste des communes de la province de Salamanque
- Parc naturel de Arribes del Duero